# Ulfert Lüken
Ulfert Lüken, Taufname Alfred Lüken (* 28. Mai 1895 in Remels, Landkreis Leer, Ostfriesland; † 1. September 1967 in Jever, Landkreis Friesland), war ein deutscher Maler, Grafiker und Galerist.

## Leben
Alfred Lüken wuchs als Sohn des Lehrers Remmer Lüken und dessen Frau Anna Meyer, geborene Peters aus Westerholt, in Remels auf. Nach dem Besuch der Volksschule schickten ihn die Eltern zur Lehrerausbildung auf die Präparandenanstalt nach Aurich. Diese Laufbahn brach er jedoch ab und wanderte zu Fuß nach Bremen. Dort nahm er von 1911 bis 1913 den kunstgewerblichen Unterricht am Gewerbemuseum auf, um Theatermaler zu werden. Er war berufstätig, bis er die Aufnahmeprüfung zum Studium an der Kunstakademie Düsseldorf bestand. Er änderte seinen Taufnamen Alfred in den Vornamen seines Großvaters Ulfert um. Zu Beginn des Ersten Weltkriegs unterbrach er das Kunststudium und meldete sich
freiwillig zum Wehrdienst. Nach dem Krieg setzte er 1919 sein Studium an der Düsseldorfer Akademie fort. In Düsseldorf gehörte er zu den Freundeskreisen von Otto Pankok, Hermann Hundt und Gert Heinrich Wollheim. Mit ihnen wollte er 1919/1920 in Großoldendorf bei Remels eine Künstlerkolonie gründen. Doch schon nach einem Jahr trennten sie sich, so dass Lüken allein zurückblieb.
Eine Auftragsarbeit in Brunsbüttelkoog führte ihn 1922 an die Elbe. 1925 ging er mit Otto Pankok auf eine Studienfahrt nach Sardinien und Capri.
1926 übersiedelte er nach Emden, wo er als freischaffender Künstler lebte und 1930 die Gymnastiklehrerin Ella Hummel kennenlernte, eine 1921/1922 vertriebene Kaukasiendeutsche aus Armenien. Im gleichen Jahr heirateten sie und bezogen die Klunderburg. 1932 wurde der Sohn Dirk geboren, der später ein Kirchenmusiker und Schriftsteller wurde.
Als 1936 die Ostfriesische Landschaft durch eine neugegründete Arbeitsgruppe eine Kunstausstellung auf Borkum und auf Norderney veranstaltete, beteiligte sich auch Lüken daran. Der Erfolg veranlasste ihn, 1937 in der Großen Straße in Emden eine Galerie für ostfriesische Kunst zu gründen. Mit dem Beginn des Zweiten Weltkriegs wurde der Künstler zur Luftwaffe eingezogen und diente bis Kriegsende als Major im Fliegerhorst Jever, wohin ihm seine Frau mit den drei Kindern nachfolgte. Die Zeit nach dem Krieg war durch große soziale Not und Sorge um den Unterhalt der Familie geprägt. Lüken ging verschiedenen Beschäftigungen nach. Ein Asthmaleiden zwang ihn schließlich, im Atelier in Jever zu arbeiten, wo er 1967 starb.

## Werk

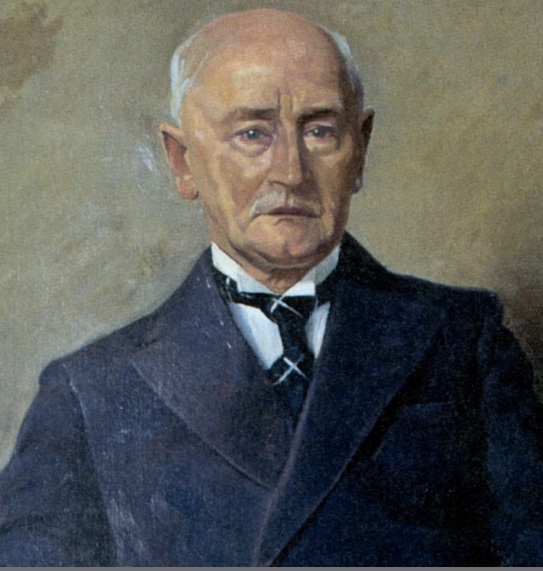
Johann Friedrich Dirks, Ölgemälde von Ulfert Lüken, 1937

Das Studium an der Kunstakademie Düsseldorf vermittelte ihm die traditionelle gegenständliche Malerei in Öl und in Pastell. Vertraut wurde er auch mit den Techniken der Radierung und des Holzschnittes. Frühe Werke zeigen dunkle und
trübe Farben und eine starke Detailtreue in der Gestaltung der Landschaftsmotive und des Porträts. Sein traditioneller Realismus wandelte sich in den 1920er Jahren zu Stimmungsbildern, z. B. Hollsand (1923) oder Remelser Häuser in der Dämmerung (1926). Sein Bemühen, eine expressive Grafik zu schaffen, veränderte die Bildsprache des
Künstlers, was in seinen Fassungen des Friesenknaben (1919) oder im Holzschnitt Wanderer zur Geltung kam. Die Studienreise mit Pankok nach Italien hellte seine Farbpalette auf und trug dazu bei, eine freiere Formgebung anzustreben (Capri, Pastell 1925). In den 1930er Jahren in Emden erreichte er eine impressionistische Helligkeit der Farben, ohne sein Kennzeichen, den fast magischen Realismus seiner Porträts, zu verlieren (Selbstbildnis mit Ehefrau, Pastell 1932).

## Ausstellungen
1980 veranstaltete die Ostfriesische Landschaft eine Ausstellung mit 37 Arbeiten Lükens in der Spar- und Darlehnskasse in Remels. Sie war, um zehn Werke erweitert, dann noch einmal in der Landschaftsbibliothek in Aurich zu sehen. Ein Verzeichnis im Archiv der Landschaft von 1980 führt insgesamt 82 Werke auf (Ölbilder, Pastelle und Holzschnitte), die
hauptsächlich aus dem Besitz der Familie und von ein paar privaten Sammlern stammen und zwischen 1915 und 1958 datiert sind. Die Raiffeisen-Volksbank in Remels besitzt eine Sammlung von etwa 30 Gemälden und Grafiken.